# Джудж (національний заповідник)
Національний пташиний заповідник Джоудж лежить на південно-східному березі річки Сенегал у Сенегалі, на північний схід від міста Сент-Луїса.
Це різноманітні водно-болотні середовища проживання, які виявилися дуже популярними серед мігруючих птахів, адже заболочена місцевість межує із пустелею Сахара, і птахи після довгого перелботу через неї потребують відпочинку. З майже 400 видів птахів найпомітніші пелікани та фламінго. Менш помітні очеретянки прудкі, що мігрують сюди з Європи; для них парк є єдиним великим місцем зимівлі, яке було виявлено. У парку, який включено до списку Всесвітньої спадщини, мешкає велика кількість диких тварин. У 2000 році це місце було додано до списку Всесвітньої спадщини, що перебуває під загрозою, через інвазивну гігантську сальвінію, яка загрожує знищити місцеву рослинність. Саме тому у 2006 році його виключили зі списку.

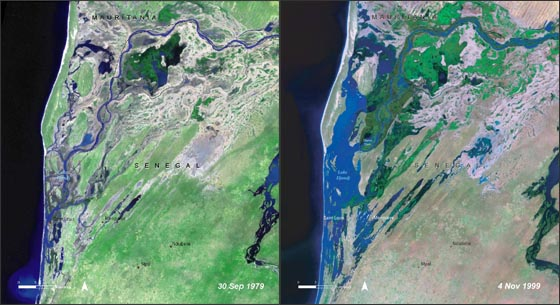
Ліворуч посуха вересня 1979 року; праворуч повінь у листопаді 1999 року

З моменту початку експлуатації греблі Діама на річці Сенегал у 1988 році експерти спостерігали зниження рівня води, опріснення води та замулення. Зміни створюють загрозу для фауни та флори. Ліворуч супутникові фотографії, зроблені NASA у 1979 (до будівництва дамби) та 1999 (після) свідчать про значний вплив на екосистему регіону.

## Список літератури

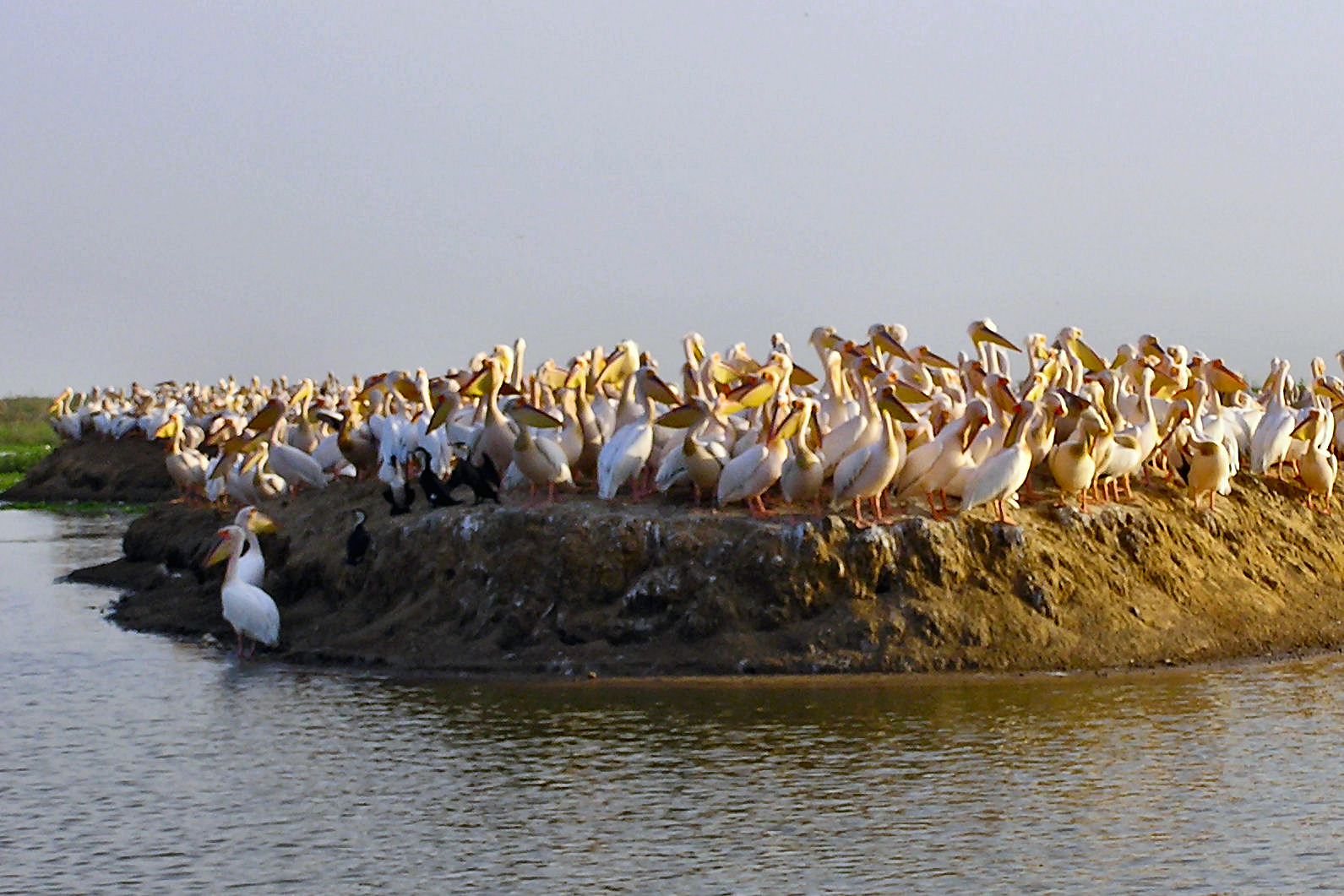
Пелікани на острові в парку

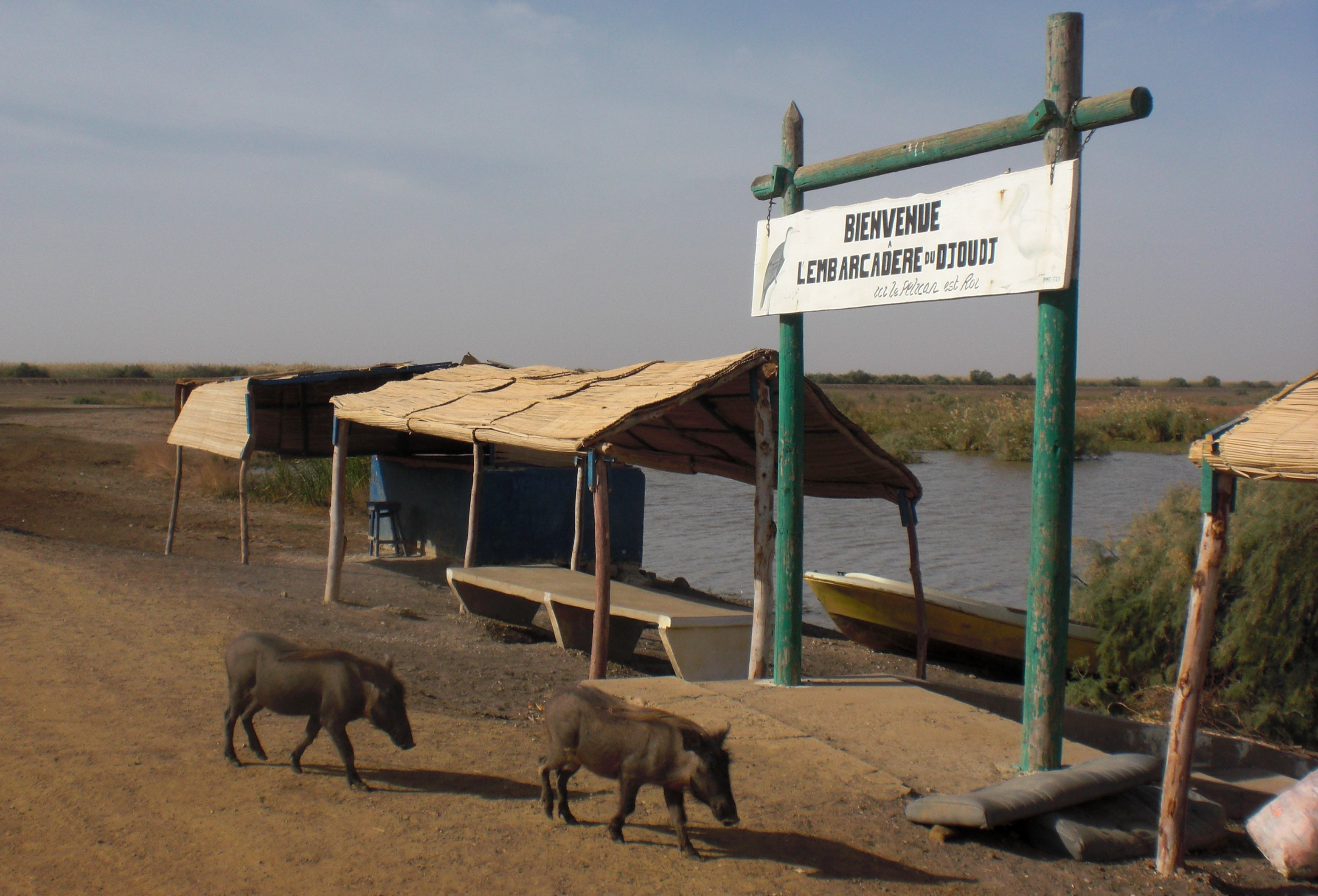
Пірс і бородавочники